# Gnophomyia klossiana
Gnophomyia klossiana är en tvåvingeart som beskrevs av Alexander 1942. Gnophomyia klossiana ingår i släktet Gnophomyia och familjen småharkrankar. Inga underarter finns listade i Catalogue of Life.